# یکه‌توت
یکه توت ، روستایی است از توابع شهرستان صالح آباد در استان خراسان رضوی.صد درصد اهالی این روستا اهل سنت و بسیار مهمان نواز هستند..مکان های تفریحی اینجا جنگل گرزمی با ابشار زیبا...چشمه عرب...کوهستان خوک آب و لوش آب می باشد..خانه های روستا تقریبا به صورت پلکانی می باشد..و دارای اب اشامیدنی شیرین  ..و امکاناناتی نظیر..گاز..برق..اینترنت ثابت و همراه..سوپر مارکت ..و ...می باشد..نام ان به دلیل درخت توت بزرگی است که عمر زیادی و در وسط روستا قرار دارد
شغل مردم روستا اغلب کشاورزی و دامداری می باشد.ولی در سال های گذشته به دلیل قحطی سال های پی در پی این روزنه درآمد به حداقل رسیده است.
این روستا در دهستان قلعه حمام قرار دارد و بر اساس سرشماری سال ۱۴۰۰ جمعیت آن (۲۶۰خانوار) ۱۳۰۰نفر
بوده‌است.